# 3296 Bosque Alegre
3296 Bosque Alegre eller 1975 SF är en asteroid i huvudbältet som upptäcktes den 30 september 1975 av Félix Aguilar-observatoriet. Den är uppkallad efter Córdoba-observatoriet i Argentina.
Asteroiden har en diameter på ungefär 10 kilometer och den tillhör asteroidgruppen Eunomia.